# Rio Teleorman
O Rio Teleorman é um rio da Romênia afluente do rio Vedea.